# Камеме
Каме́ме (англ. Kameme) — традиційна громада у складі дистрикту Читіпа Північного регіону Малаві.
Населення — 24153 особи (2018).